# Michele Di Puppo
Michele Di Puppo (* 23. November 1945 in Bozen) ist ein italienischer Politiker.

## Leben
Di Puppo studierte an der Universität Trient Soziologie (laurea in sociologia) und war anschließend als Manager und geschäftsführendes Vorstandsmitglied einer Aktiengesellschaft in der Privatwirtschaft tätig. Neben seinem Beruf engagierte er sich in den Associazioni Cristiane dei Lavoratori Italiani, einer katholischen Arbeitnehmer-Bewegung, sowie politisch in der Democrazia Cristiana und – nach deren Auflösung – im Partito Popolare Italiano.
1993 wurde Di Puppo auf der Liste Democrazia Cristiana – Partito Popolare Alto Adige in den Südtiroler Landtag und damit gleichzeitig den Regionalrat Trentino-Südtirol gewählt. Nachdem er zunächst für kurze Zeit Vizepräsident des Landtags gewesen war, wurde er 1994 als Landesrat für Finanzen und Transportwesen sowie Landeshauptmannstellvertreter Mitglied der Südtiroler Landesregierung im Kabinett Durnwalder II. 1998 gelang ihm als Kandidat der Liste Popolari – Alto Adige Domani die Wiederwahl. Im Kabinett Durnwalder III übernahm er neben dem Amt des Landeshauptmannstellvertreters die Zuständigkeit für Industrie, Transportwesen, Finanzen und Haushalt.
Bei den Landtagswahlen 2003 konnte Di Puppo als Zweitplatzierter nach Vorzugsstimmen hinter Luigi Cigolla für die Unione Autonomista kein Mandat mehr erringen.